# 鸭嗜眼吸虫
鸭嗜眼吸虫（学名：Philophthalmus anatinus）为嗜眼科嗜眼属的动物。分布于台湾岛以及中国大陆的广东等地，营寄生生活，终末宿主鸭、鸡、鹅以及寄生在眼结膜囊。